# Max Schreck
Max Schreck, właśc. Friedrich Gustav Maximilian "Max"  Schreck (ur. 6 września 1879 w Berlinie, zm. 19 lutego 1936 w Monachium) – niemiecki aktor teatralny i filmowy.
Najbardziej znaną rolą Schrecka jest Nosferatu, czyli hrabia Orlok w Nosferatu – symfonia grozy z 1922 w reżyserii Friedricha Wilhelma Murnaua. Aktor tak dobrze zagrał rolę wampira, że w Niemczech jego nazwisko stało się synonimem zła, niektórzy wierzyli nawet, że sam jest prawdziwym wampirem. Schreck jest wymieniany obok Béli Lugosiego i Christophera Lee jako jeden z najważniejszych odtwórców ról Drakuli i wampira. Witryna retrocrush.com uznała kreację Schrecka w tej produkcji za jeden z najlepszych występów aktorskich w historii kina grozy.
Powstawanie Nosferatu luźno pokazał E. Elias Merhige w filmie Cień wampira (ang. Shadow of the Vampire). Willem Dafoe odtwarza tam rolę Maxa Schrecka. Założeniem filmu było, że Max Schreck tak doskonale odegrał postać wampira, gdyż w rzeczywistości sam był wampirem.
Max Schreck zmarł na atak serca.

## Życie prywatne
W 1910 ożenił się z Franziską Ott. Nie mieli dzieci.